# Dora Castanheira
Maria Auxiliadora Villar Castanheira, conhecida como Dôra (Ponte Nova, 14 de março de 1960) é uma ex-voleibolista indoor brasileira que atuou em clubes nacionais.
Vestindo a camisa da Seleção Brasileira de Voleibol Feminino conquistou a medalha de ouro no Sul-Americano de 1976 na categoria de base. Pela categoria adulta conquistou a medalha de prata no Sul-Americano de 1977, participou de duas edições de Jogos Pan-Americanos, sendo medalhista de bronze nos Pan de San Juan 1979.
Também fez parte da primeira equipe feminina a disputar Jogos Olímpicos de Verão, nas Olimpíadas de Moscou em 1980, e participou também consecutivamente nas Olimpíadas de Seul em 1988.
Em clubes conquistou a medalha de prata no Sul-Americano de Clubes de 1988.
Com sua voz marcante, gravou o sistema de som do Metrô Rio, indicando as estações de acesso à arena de vôlei de praia em Copacabana, nos Jogos Olímpicos de Verão de 2016, no Rio.

## Carreira
Dôra é filha única entre sete irmãos e de origem de uma família de classe média no Estado de Minas Gerais, foi jogadora de voleibol dos 13 anos de idade até os 33 anos.É irmã do ex-atleta e técnico Cebola.
Seus primeiros passos no vôlei foram por influencia da mãe que praticou o esporte em sua juventude e através do seu tio que era técnico de vôlei no colégio onde estudava, além disso, seu pai foi jogador profissional de futebol, este influenciando seus irmãos a prática futebolística.
Na fase escolar Dôra praticara natação, atletismo, handebol e voleibol, mas sempre inclinada aos esportes coletivos, justamente por ter jogado futebol com seus irmãos durante a infância.Como reprovava os “beliscões” e “empurra-empurra” típicos do handebol, optou pelo voleibol, identificando-se com as características do jogo, então passou a treinar mais voleibol com o seu tio na escola, chegando até mesmo ajudar nos treinamentos “apanhando as bolas”..Jogou no Mackenzie quando juvenil, mas conquistou vice-campeonato nacional em 1975, terceiro em 1976 e novamente o segundo lugar do país em 1978
Dôra recebeu convocação para seleção brasileira e disputou na categoria juvenil o Campeonato Sul-Americano na categoria juvenil.Em 1977 nova convocação para seleção brasileira desta vez a principal e disputou o Campeonato Sul-Americano realizado em Lima-Peru, época da supremacia peruana, terminando com a medalha de prata nesta edição.
No ano de 1979 foi convocada para seleção principal para disputar os Pan de San Juan 1979 onde conquistou a medalha de bronze.Em 1980 foi convocada para disputar sua primeira e primeira participação da seleção brasileira feminina em edição dos Jogos Olímpicos de Verão, evento realizado em Moscou na ex-URSS, participação onde a seleção só conseguiu a vaga olímpica por causa da invasão soviética no Afeganistão, tendo o boicote dos Estados Unidos, terminando na sétima colocação
Em 1983, Dôra jogou pela primeira vez em um clube profissional, o Sport Club Juiz de Fora, patrocinado pela Coca-Cola, onde constatou que a categoria feminina ainda vivia a margem do masculino e que havia uma discrepância muito grande entre os salários das equipes. Formou-se em Economia pela Pontifícia Universidade Católica de Minas Gerais (PUC-MG) e, aos 25 anos, conseguiu conciliar a carreira de atleta e de economista. Com o crescimento de torneios e campeonatos internacionais, ela ingressou na Faculdades Metropolitanas Unidas de São Paulo para cursar educação física, buscando sua estabilidade vindoura, pois, era mal remunerada em relação a outras atletas tanto em clubes, quanto na seleção; e tinha estatura baixa para os padrões do voleibol.
Em 1985 passou a defender as cores do Transbrasil/Pinheiros sob o comando do técnico Inaldo Manta, onde jogou ao lado de Ana Lúcia, Lenice Peluso, Flávia Figueiredo, Edna Veiga, Ida, Ivonete das Neves, Kika, Ana Paula, Maria Alice Santos, Isabel Moser, Ana Moser e Cilene Drewnick.
Continuou no clube paras competições da temporada 1987-88, conquistando a prata do Campeonato Sul-Americano de Clubes de 1988, também sob o comando do técnico Inaldo Manta, além de Dôra estavam na conquista desta medalha: Ana Lúcia, Ana Moser, Lenice Peluso, Islene, Ida, Maria Alice, Isabel Moser e Flávia Figueiredo e Ana Cláudia Ramos, foi tetracampeã paulista por este clube nos anos de 1985, 1986, 1987.
Dôra integrou a seleção brasileira nos Jogos Pan-Americanos de Indianápolis de 1987 ocasião que terminou na quarta posição.Ainda pela seleção brasileira disputou o Torneio Pré-Olímpico Mundial no de 1988 em Forli-Itália, conquistando a vaga olímpica após terminar com vice-campeonato desta competição, conquistando pela primeira vez a qualificação por méritos próprios.
Despediu da seleção quando disputar sua segunda Olimpíada, desta vez com a vaga olímpica conquistada em quadra e terminou no sexto lugar na Olimpíada de Seul 1988 melhorando a posição da edição anterior.
Dôra também deu suporte na comissão técnica de alguns clubes de voleibol e nos anos de 1983 a 1993 defendeu os clubes : Coca-cola/Juiz de Fora, Transbrasil/Pinheiros, Alphaville E. C. e Joinville Datasul e desempenhou a função de Assistente Técnica da equipe do Leite Nestlé/Jundiaí e também seleção brasileira feminina dos Jogos Olímpicos de Atlanta em 1996, atuando como tal de 1993-1996. Foi Gestora do Projeto Rexona-AdeS Esporte Cidadão no período de 1998 a 2008, também Gestora de Projetos do Instituto Compartilhar de 1998 a 2012.
Fez mestrado em administração de 2006 a 2008 no Centro Universitário Franciscano e, desde 2012, é gestora do programa sócio-esportivo que faz parte da Departamento de Esportes do Comitê Organizador dos Jogos Olímpicos e Paraolímpicos Rio 2016

## Clubes
| Clube                  | País   | De   | Até  |
| Mackenzie              | Brasil | 1975 | 1978 |
| Coca-cola/Juiz de Fora | Brasil | 1983 | 1984 |
| Transbrasil/Pinheiros  | Brasil | 1985 | 1988 |
| Alphaville E. C.       | Brasil | 1988 | ?    |
| Joinville Datasul      | Brasil | ?    | 1993 |

## Títulos e resultados
- 1975– Vice-campeã do Campeonato Brasileiro[3]
- 1975– 3º Lugar do Campeonato Brasileiro[3]
- 1978– Vice-campeã do Campeonato Brasileiro[3]
- 1980- 7º Lugar dos Jogos Olímpicos de Verão (Moscou,  Rússia)[6]
- 1985- Campeã do Campeonato Paulista
- 1986- Campeã do Campeonato Paulista
- 1987- Campeã do Campeonato Paulista
- 1987– 4º Lugar dos Jogos Pan-Americanos (Indianápolis,  Estados Unidos)[1]
- 1988- Vice-campeã do Torneio Pré-Olímpico Mundial (Forli  Itália)[8]
- 1988- 6º Lugar dos Jogos Olímpicos de Verão (Seul,  Coreia do Sul)[9]